# Alcalá Suena
Alcalá Suena es un festival de música celebrado en Alcalá de Henares, cuyos artistas participantes son seleccionados mediante un concurso previo. Las actuaciones son en directo, al aire libre, gratuitas, y generalmente se desarrollan el primer fin de semana de junio.

## Objetivo
El objetivo de este festival es "dar visibilidad y dinamizar el tejido musical local". Pare ello, en el casco histórico de Alcalá de Henares se distribuyen las actuaciones musicales en directo y al aire libre. Los artistas abarcan todo tipo de estilos: folclore, fusión, World Music, Indie, Pop, Infantil, Familiar, Jazz, Acústico, Clásica, Lírica, Rock, Metal, Soul, Funk, Rhythm & Blues. Con grupos noveles y profesionales, seleccionados mediante un concurso on line. Además, suele haber artistas invitados como "cabezas de cartel". 

## Concurso
Cada año, durante los meses de enero y febrero, se abre el plazo de inscripción de los solistas o las formaciones musicales que deseen participar. Suelen ser muy numerosos los grupos inscritos, tanto de la ciudad como otros nacionales e internacionales. Para su selección el jurado sigue criterios de calidad, originalidad y variedad musical. Teniendo en cuenta que se pretende conseguir una programación con diversidad de estilos, y un cuota de al menos del 70% de bandas con miembros de la ciudad. Todas las bandas que acaben actuando en Alcalá Suena reciben un premio en metálico.
Los premios en metálico van de mayor a menor categoría económica:
- Primer premio "Alcalá Suena"
- Segundo premio "Alcalá Suena"
- Premio especial categoría: jazz / acústico / clásica / lírica
- Premio especial categoría: fusión / world music
- Premio especial categoría: indie / pop
- Premio especial categoría: rock / metal
- Premio especial categoría: soul / funk / rythm & blues
- Premio especial categoría: infantil / familiar
- Premio especial categoría: "cualquier otra categoría"
- y hasta un máximo de 50 premios categoría: "finalista seccionado"

## Espacios de conciertos
El festival Alcalá Suena lo organiza el Ayuntamiento de Alcalá de Henares, en colaboración con la asociación cultural "Alcalá es Música". Las actuaciones son gratuitas en espacios públicos del casco histórico de la ciudad, y la mayoría al aire libre:
- Plaza de Cervantes
- Plaza de San Diego
- Huerto de los Leones o Jardín de las Palabras
- Parque O'Donnell
- Plaza de Palacio
- Teatro Salón Cervantes

## Programación
| Año  | Fechas                             | Participantes                           | Ganadores                                                        | Cabezas de cartel                                                                   |
| ---- | ---------------------------------- | --------------------------------------- | ---------------------------------------------------------------- | ----------------------------------------------------------------------------------- |
| 2024 | 7 a 9 de junio                     | 523 inscritos y 62 grupos seleccionados | - 1er premio: Las Sexpeares - 2º premio: Musgö                   | - The Limboos - Santrofi - Quinn DeVeaux                                            |
| 2023 | 2 a 4 de junio                     | 500 inscritos y 64 participantes        | - 1er premio: Bewis de la Rosa - 2º premio: Gizzard              | - La Sra. Tomasa - The Main Squeeze - MicroMambo                                    |
| 2022 | 3 a 5 de junio                     | 400 inscritos y 59 participantes        | - 1er premio: Marina Fulimo Sánchez Viso - 2º premio: Terraplane | - Delaporte - Ciclonautas - Newen Afrobeat                                          |
| 2021 | 4 a 6 de junio                     | 240 inscritos y 54 participantes        | - 1er premio: Susana Gómez Vázquez - 2º premio: Coyote           |                                                                                     |
| 2020 | Pospuesto por la pandemia COVID-19 | 400 inscritos y 70 seleccionados        | - 1er premio: Alpargata - 2º premio: The Machetazo               |                                                                                     |
| 2019 | 7 a 9 de junio                     | 250 inscritos y 70 participantes        | - 1er premio: Funkolate - 2º Premio: Nonno                       | - Freedonia - Daddy Long Legs - Nick Moss Band - Los Widow Makers Band              |
| 2018 | 1 a 3 de junio                     | 200 inscritos y 70 participantes        | - 1er premio: Soulift - 2º premio: Random Thinking               | - The Gramophone Allstars Big Band - TT Syndicate - Fanfarrai - No Konforme - Búhos |
| 2017 | 2 a 4 de junio                     | 140 grupos y solistas                   |                                                                  | - Kurt Baker - Enma Fernández & His Band - Patax                                    |
| 2016 | 3 a 5 de junio                     | 70 grupos                               |                                                                  | - Da Groove Machine - Pimeä Metsä                                                   |
| 2015 | 20 de junio                        | 50 agrupaciones                         |                                                                  |                                                                                     |